# یواس‌اس کارنی
یواس‌اس کارنی ممکن است به یکی از موارد زیر اشاره داشته باشد:
- یواس‌اس کارنی (دی‌دی-۴۳۲)
- یواس‌اس کارنی (دی‌دی‌جی-۶۴)